# Arktisk timmia
Arktisk timmia (Timmia sibirica) är en bladmossart som beskrevs av Lindberg och H. Arnell 1890. Arktisk timmia ingår i släktet timmior, och familjen Timmiaceae. Enligt den svenska rödlistan är arten otillräckligt studerad i Sverige. Arten förekommer i Övre Norrland. Artens livsmiljö är fjäll. Inga underarter finns listade i Catalogue of Life.